# 次世代EMC研究会
次世代EMC研究会（じせだいEMCけんきゅうかい）は正田英介（現鉄道総合研究所会長、東京大学名誉教授）が会長を務める技術研究会。
EMCをテーマに技術研究を行う機関。
毎年サンシャインシティにてEMC環境フォーラムを主催している。EMC環境フォーラムは2014年時点で第20回を迎えるEMC業界最大級のフォーラム。
その他、熱設計、静音化設計、モータ設計、HEMS、BEMS、など技術フォーラムも併催。